# Surf culture
Pour les articles homonymes, voir Culture (homonymie) et Surf (homonymie).

Monument aux surfeurs, de Santa Cruz, au bord de l'océan Pacifique en Californie.

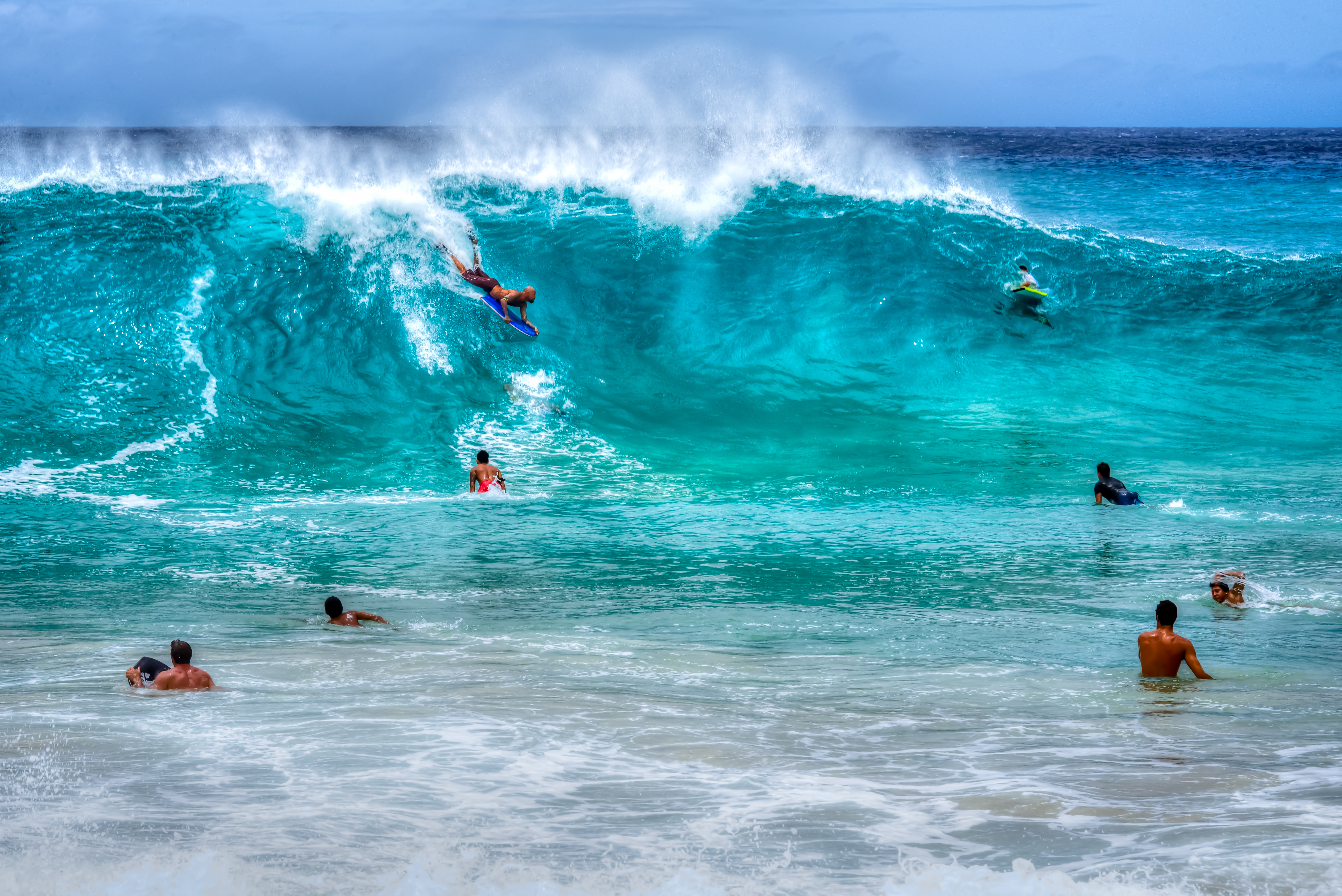
Surf et spot d'Oahu à Hawaï

La culture surf (surf culture, en anglais) est un mouvement culturel et style et art de vivre local américain, de plage et de bord d'océan (valeurs philosophiques, jargon, look, vêtements, musique, art, littérature, cinéma...) inspiré de la pratique sportive extrême du surf, du sport de glisse, et des culture Tiki et Kustom Kulture...

## Histoire
Les origines de la culture surf américaine remontent aux années 1920, inspirée des origines culturelles ancestrales et traditionnelles polynésiennes du surf et de la culture Tiki des îles d'Hawaï et de Polynésie en Océanie, dans l'océan Pacifique. 

Origines du surf à Hawaï dans l'océan Pacifique
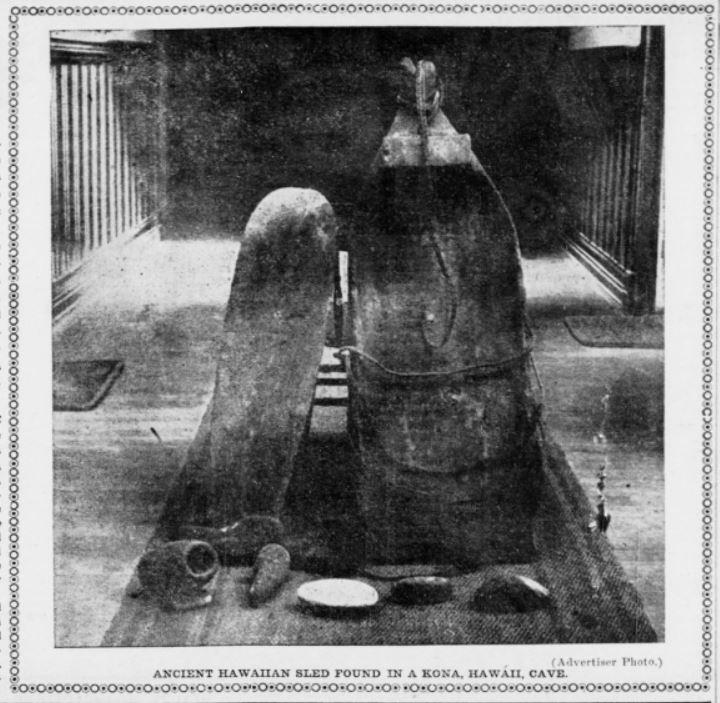
Surf à Hawaï, vers 1600
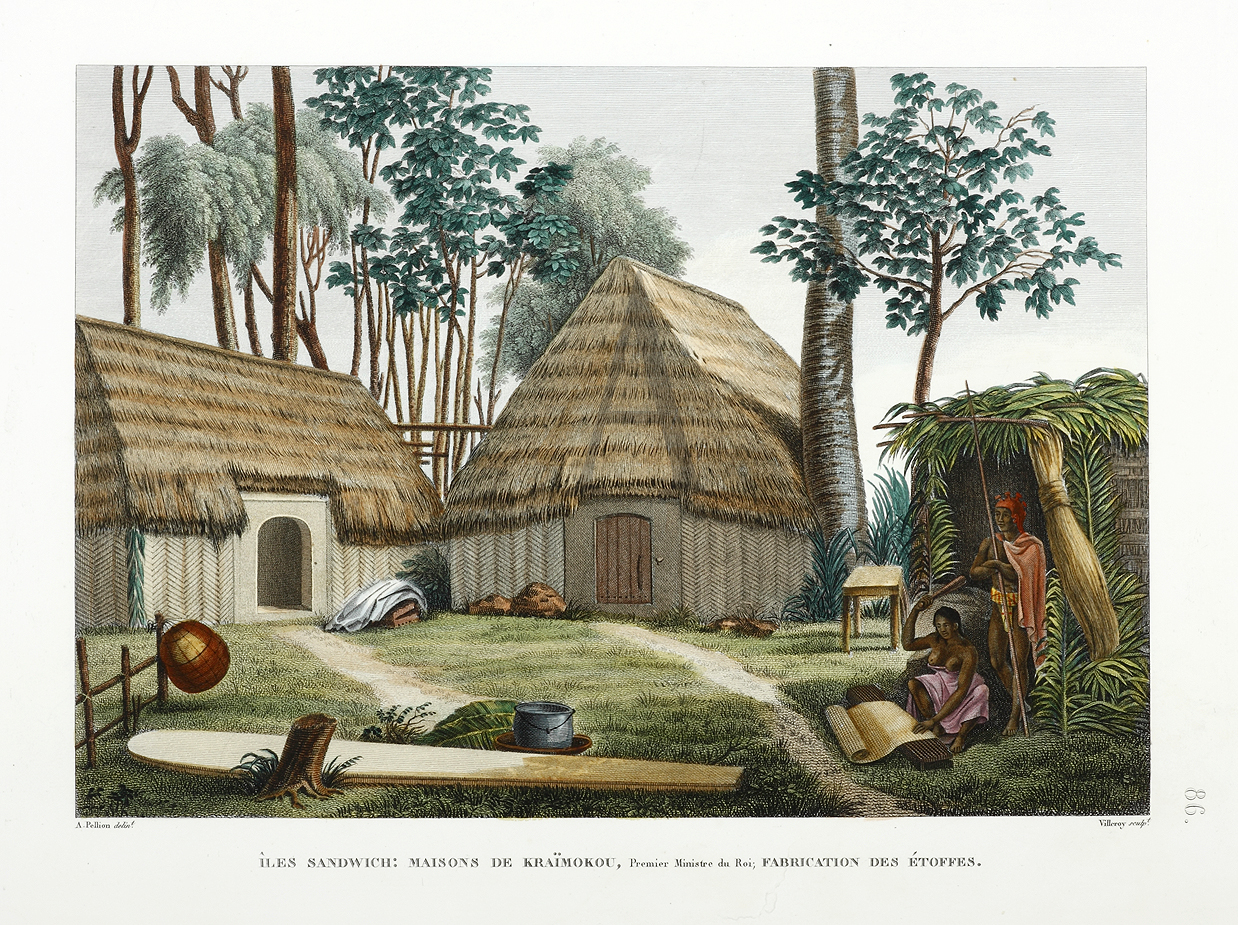
Hawaï vers 1819
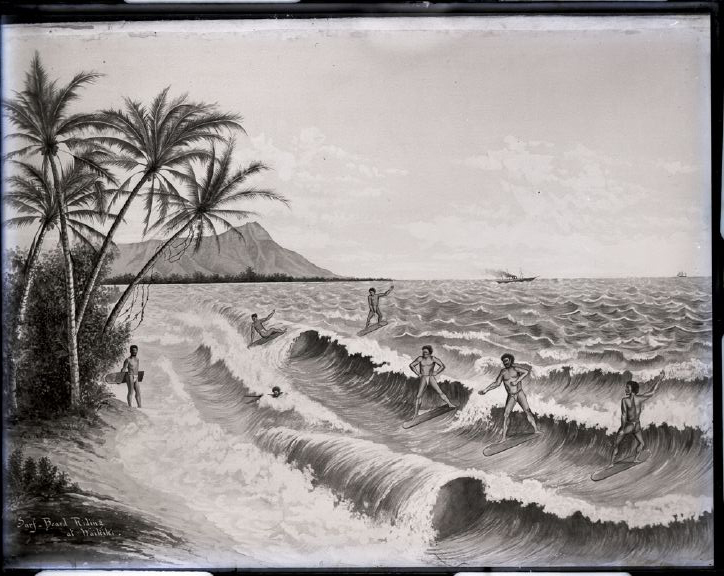
Waikiki (Hawaï) vers 1900
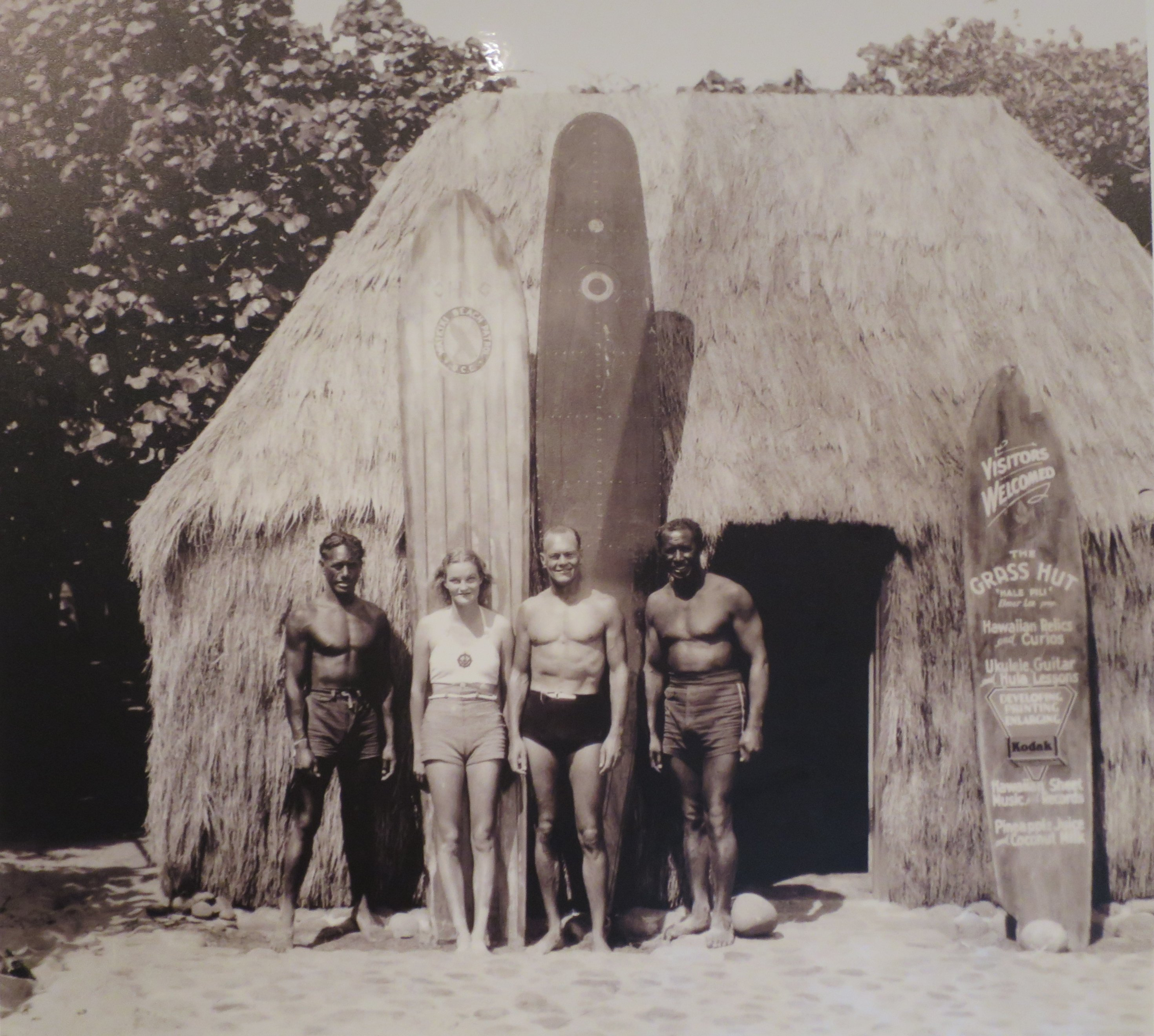
Waikiki (Hawaï) vers 1935

Ce mode de vie de rêve paradisiaque connait un point culminant à la fin de la Seconde Guerre mondiale, avec les cultures hippie et Kustom Kulture d'après-guerre des années 1950 et années 1960, en particulier à Hawaï, Tahiti, Californie, Australie, et Nouvelle-Zélande... 

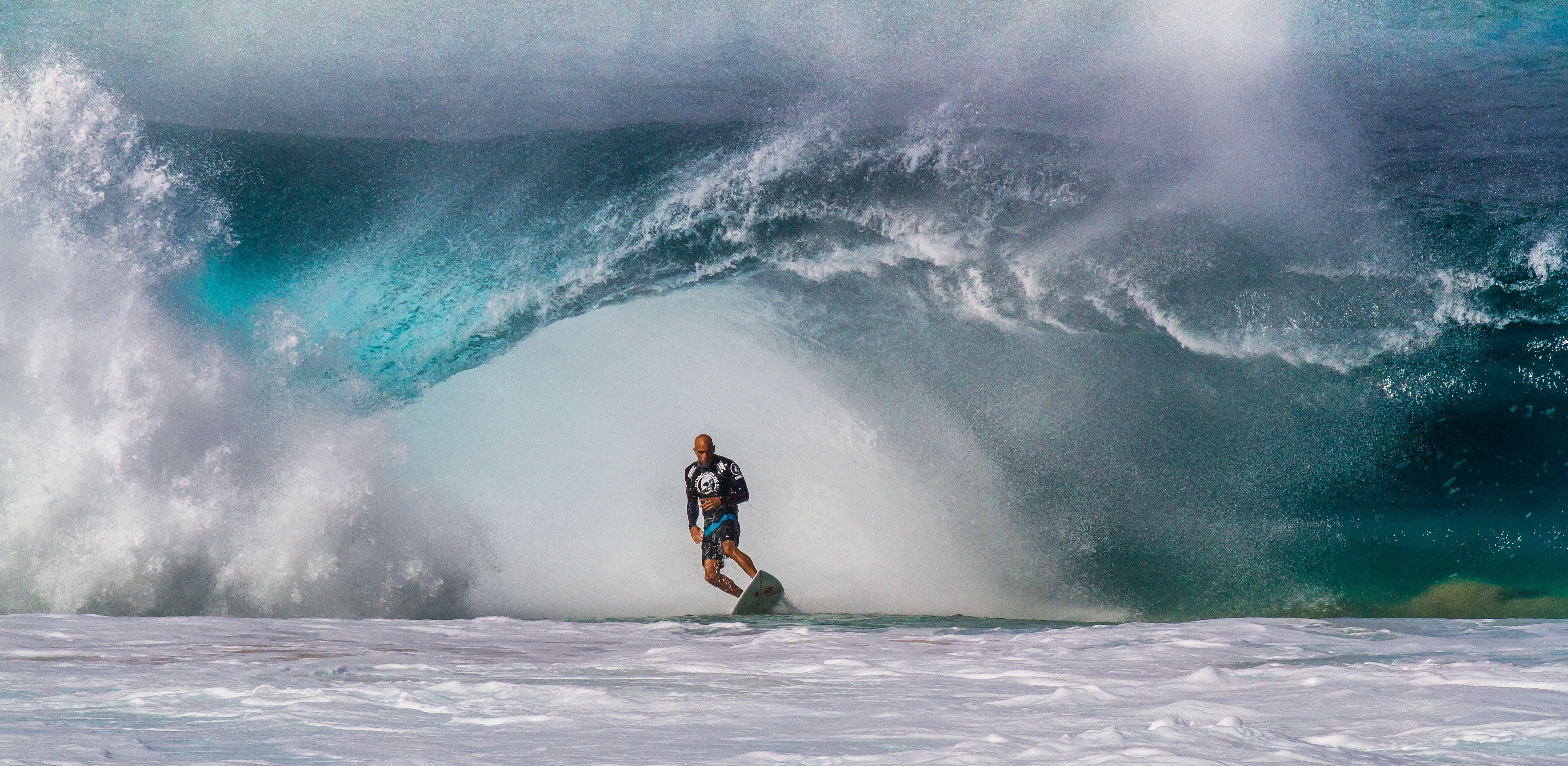
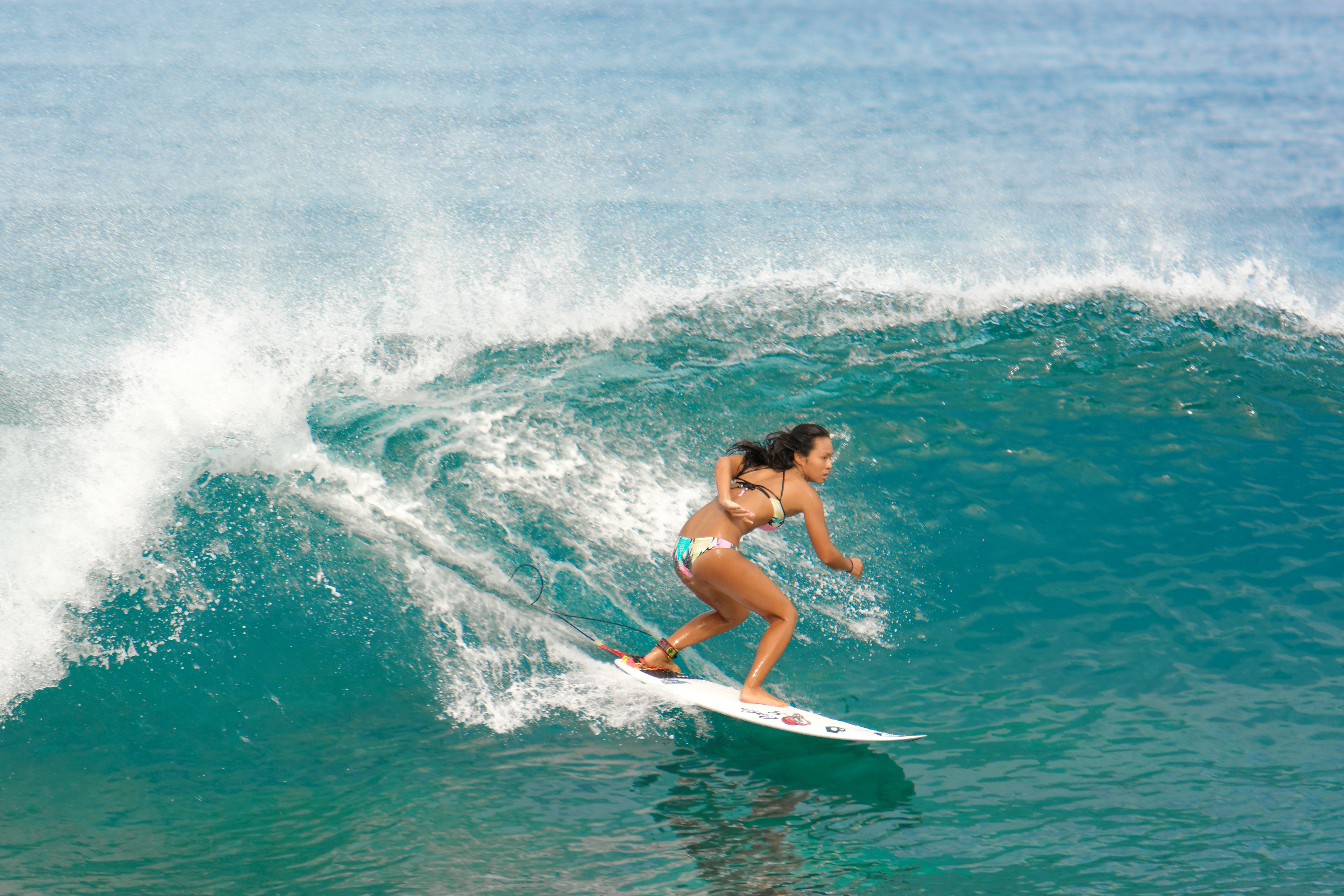
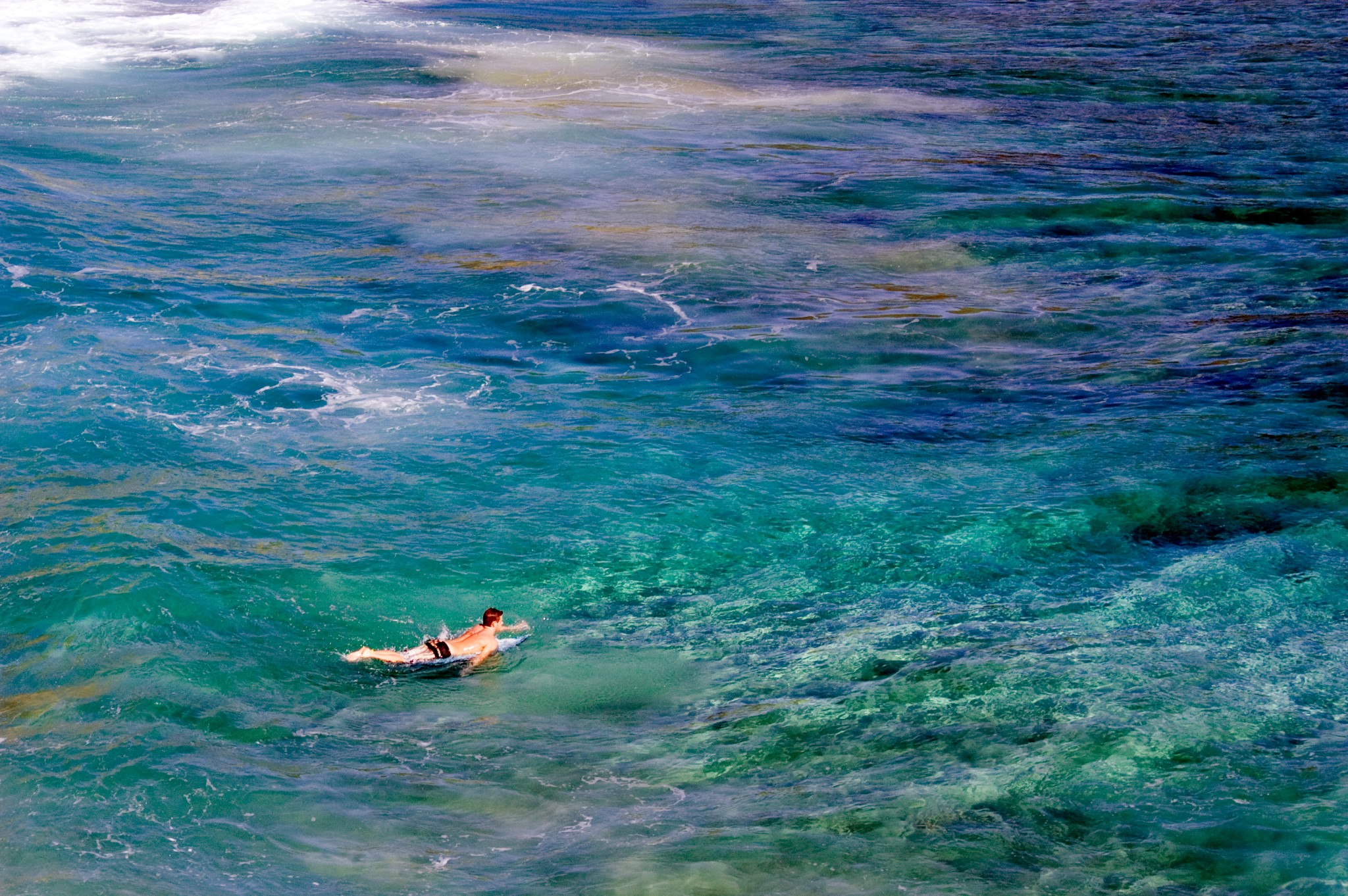
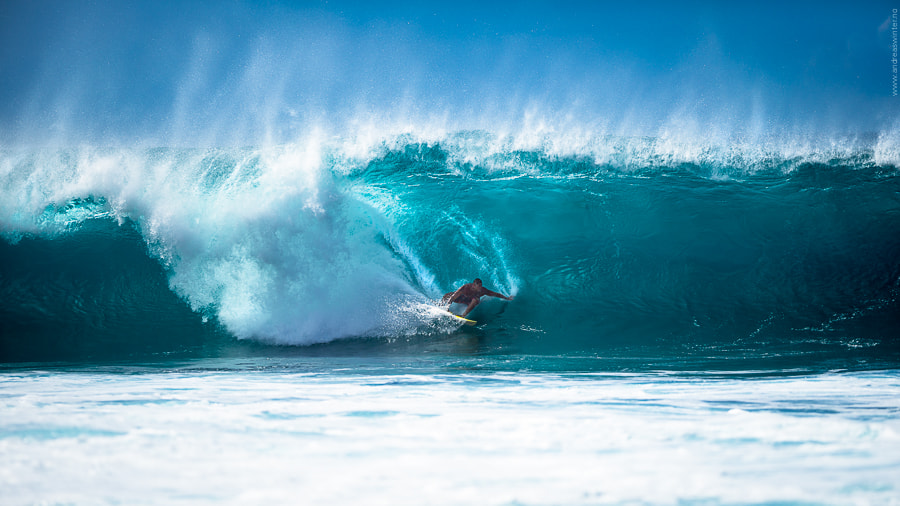

Les passionnés de surf de tous les pays du monde aspirent à surfer les meilleurs et ultimes vagues, spots, et tube riding de rêve de la planète (liste de spots de surf variables selon les saisons et météorologie du globe) avec un mode de vie en adéquation avec leur passion de ce sport de glisse extrême : plaisirs et épanouissement en harmonie avec la vie, le surf, la nature, et l'océan... 

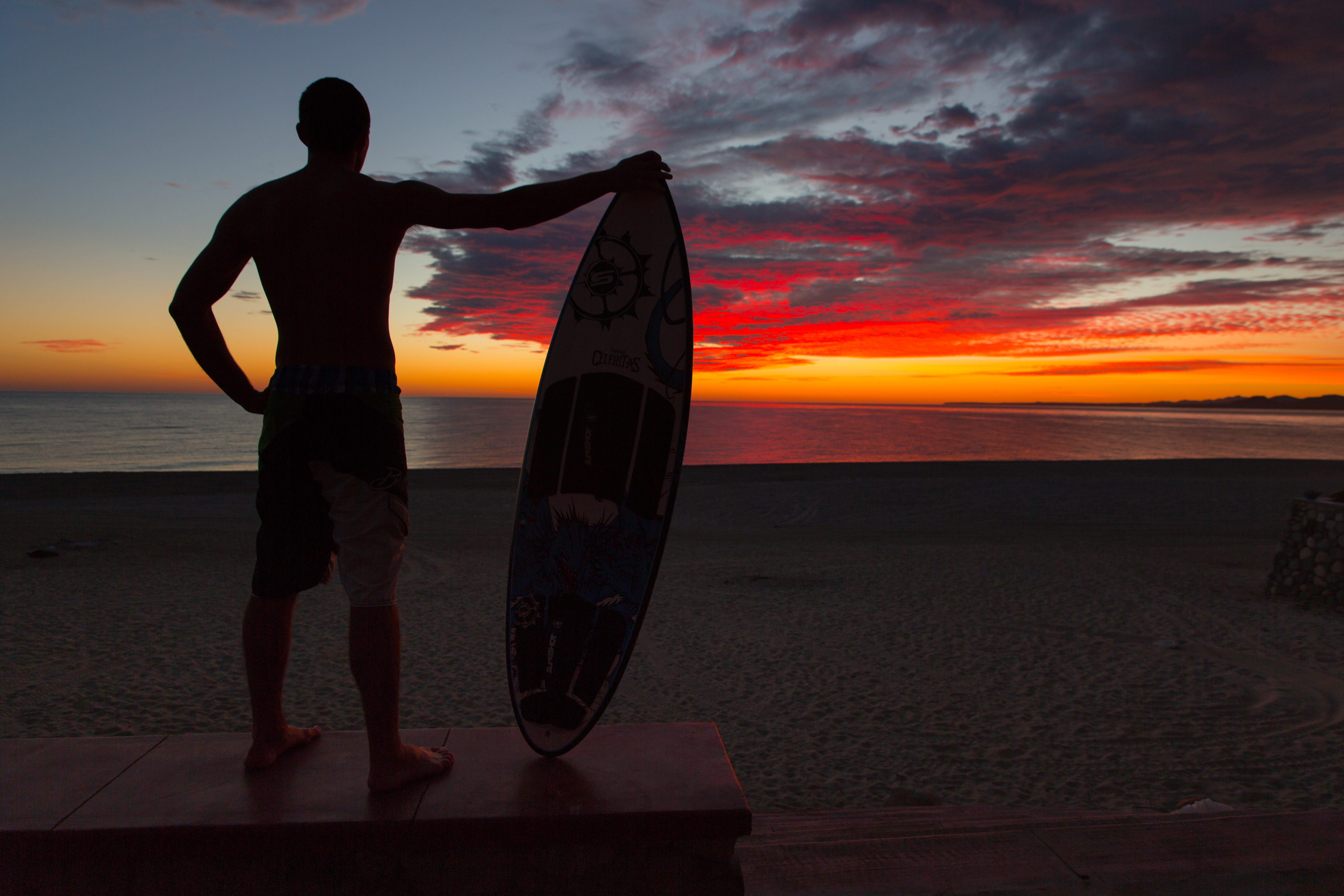
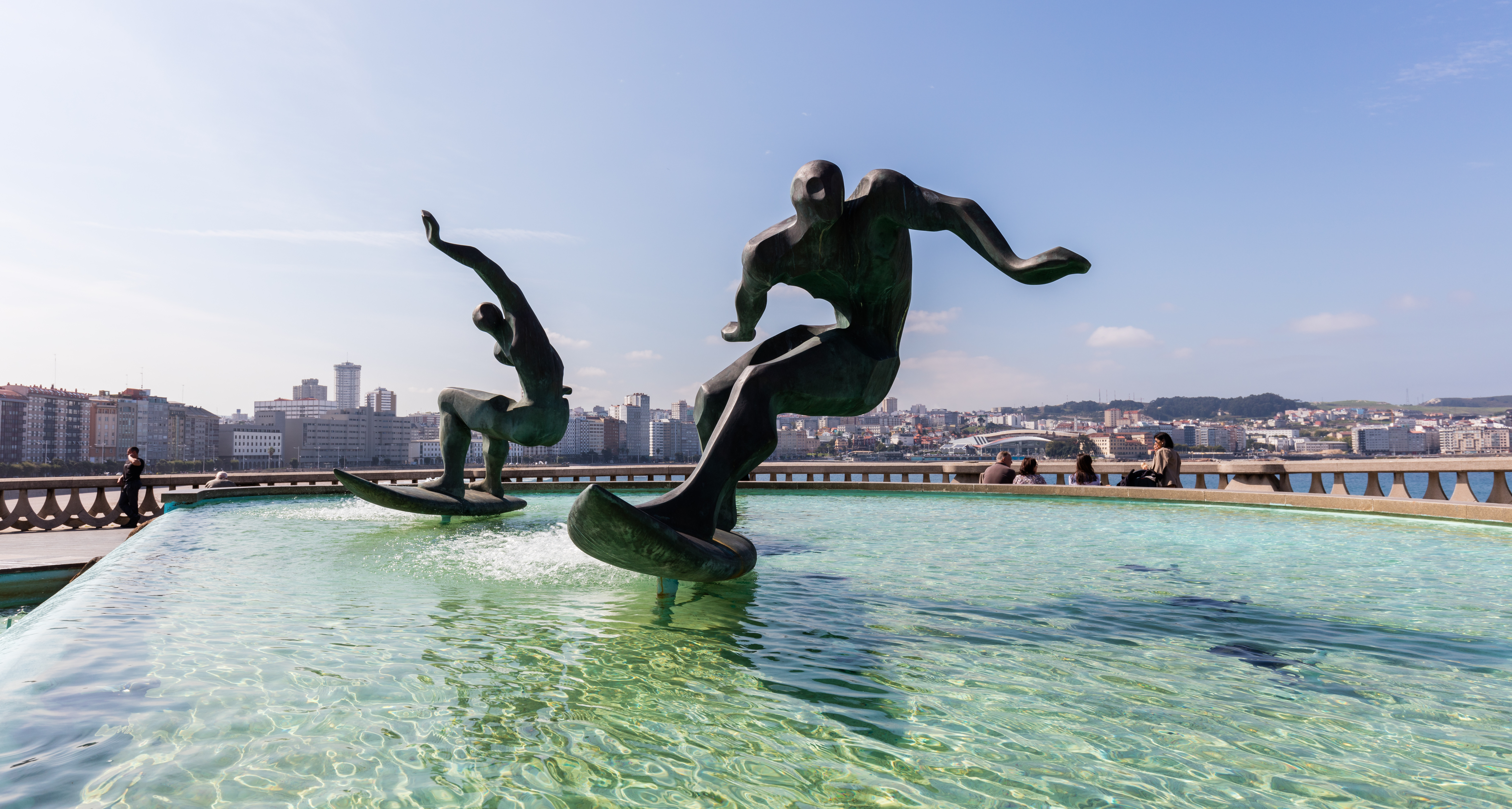
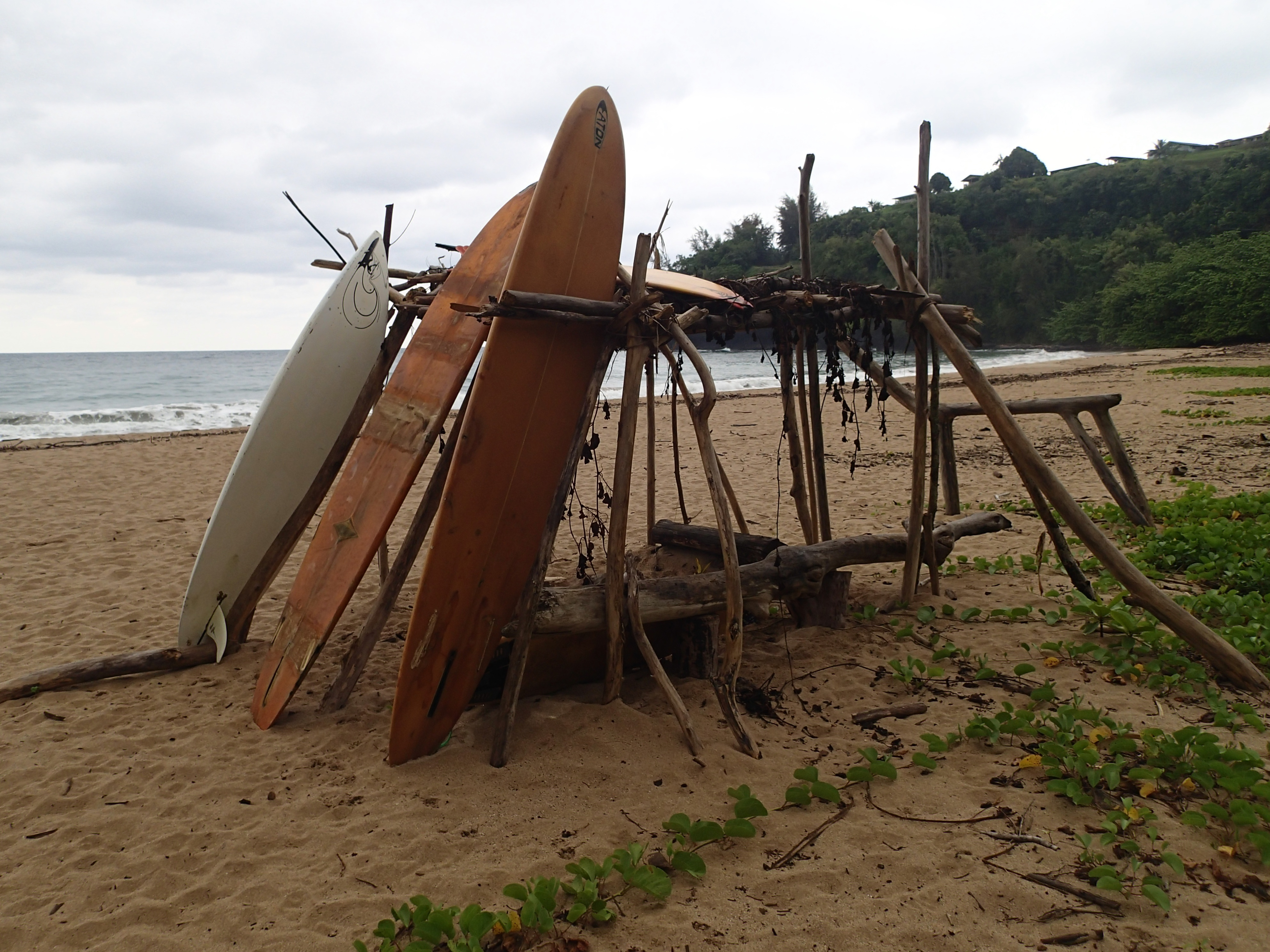
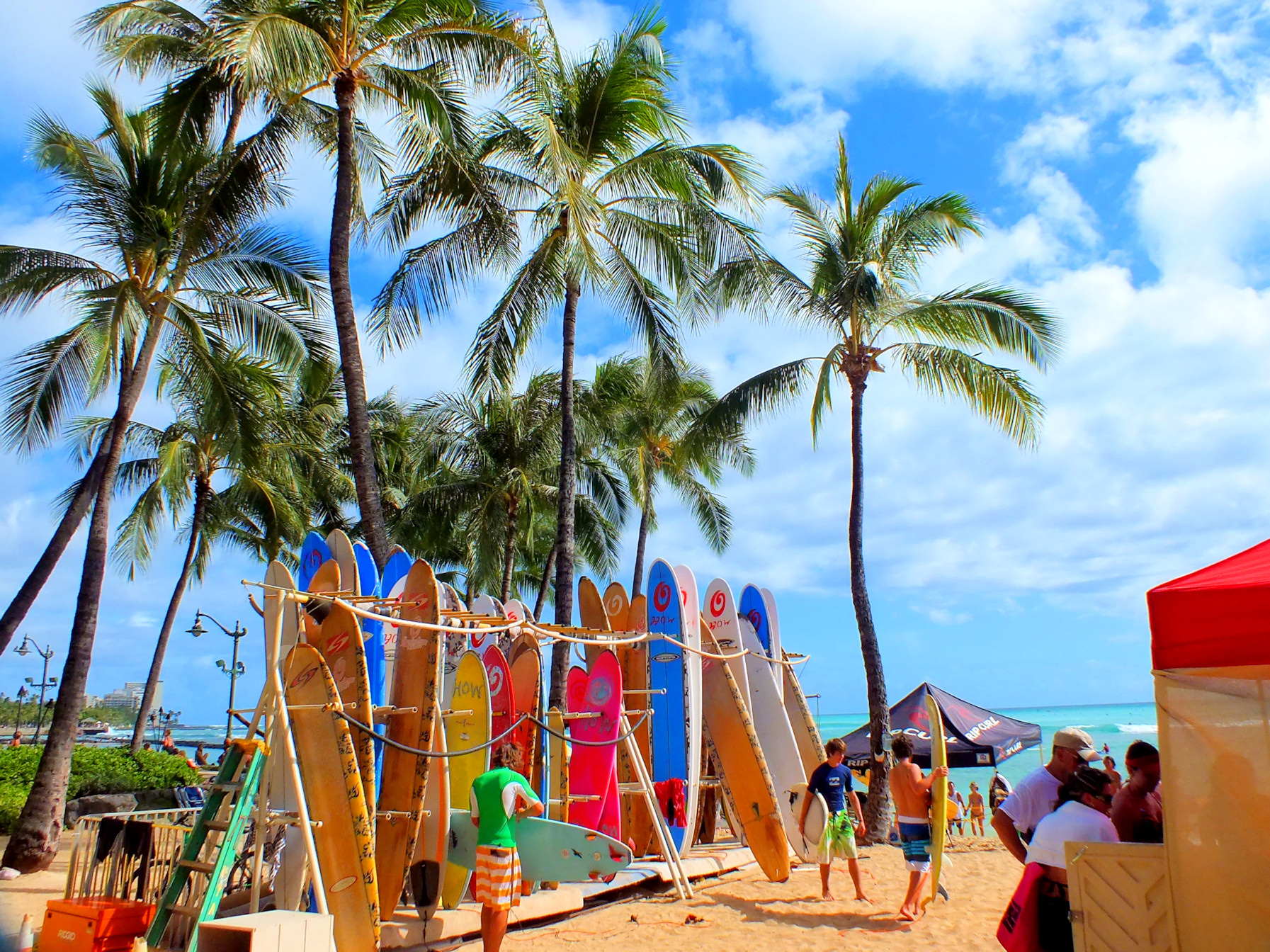
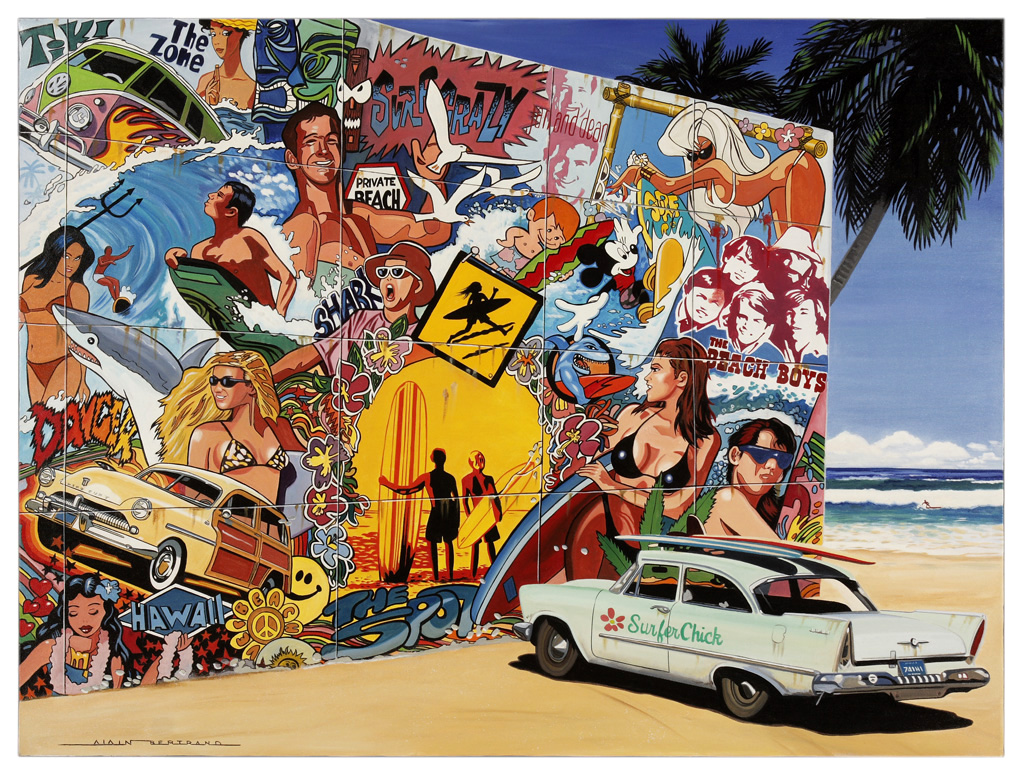
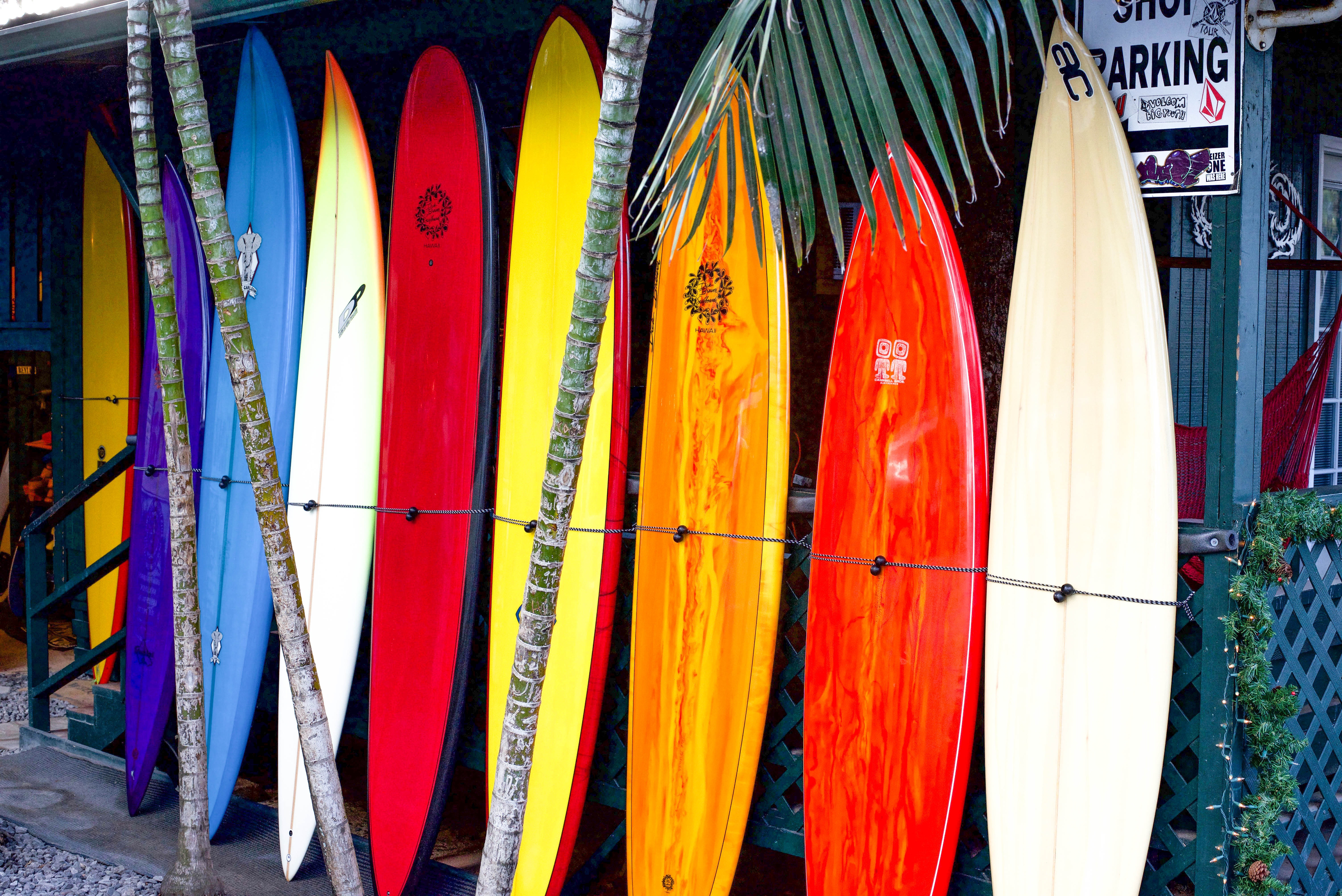
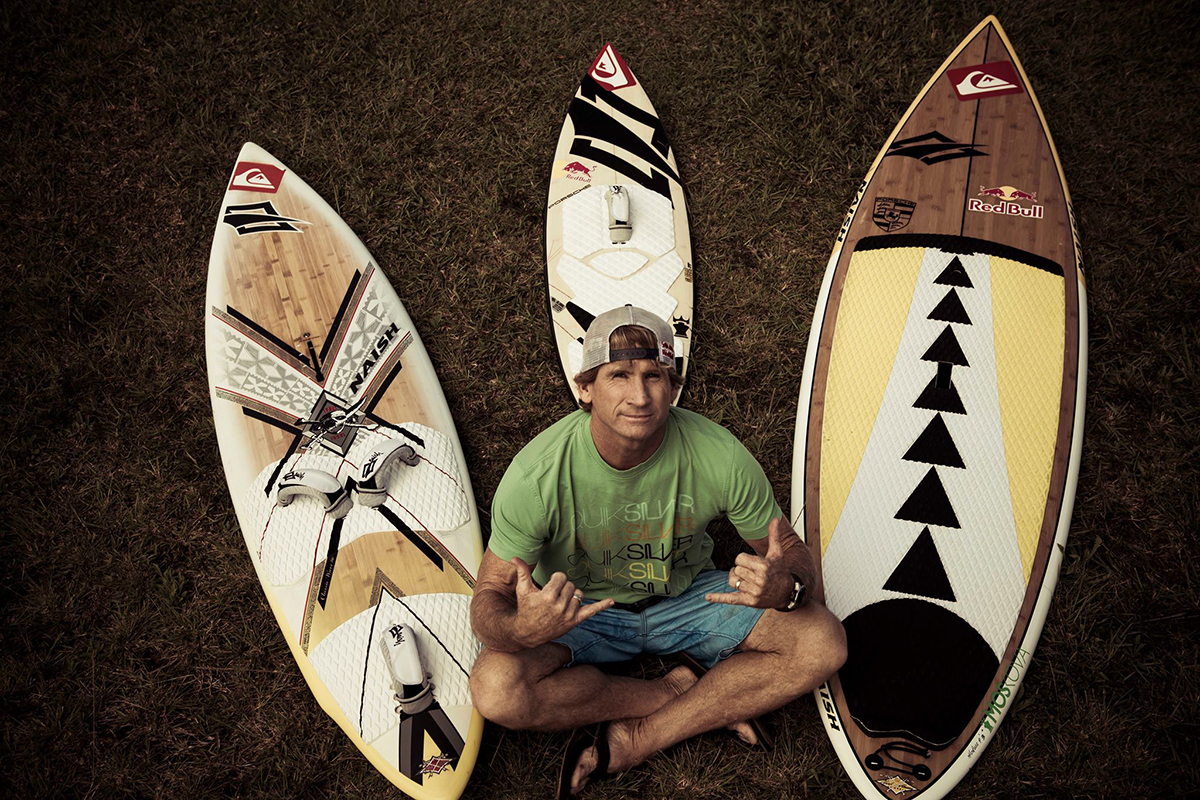
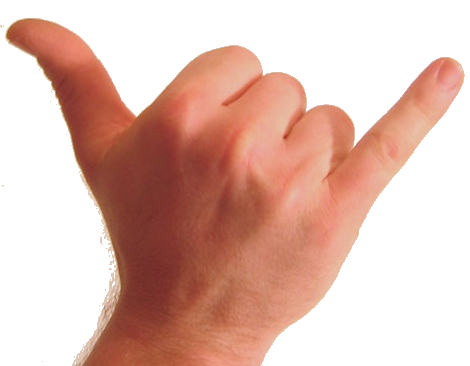
Shaka (signe)

La culture surf regroupe de nombreux éléments en liens avec une vie touristique de vacances festive à la plage, surf music, spiritualité et philosophie de vie des îles vintage, shaka, cool, fun, éthique, utopique, peace and love, hippie..., vie sportive et culte du corps (culturisme, playboy, pin-up...), look vestimentaire surfwear (bermuda, short de bain, bikini, tee-shirt à logo ou motifs simples inspirés de la mer et des vagues, lunettes de soleil Ray-Ban, bijoux à base de coquillages, dent de requin, bois, ou métal...), jargon (vocabulaire du surf), automobile (camping-car, Volkswagen Combi, pick-up, woody, voiture cabriolet...), compétition sportive, festivals, événements, médias, magazines, cinéma, art, cuisine et cocktails, restaurants cabanes et bars de plage, logements et hébergements beach house de plages exotiques, écologie (vie simple en symbiose avec la nature), et culte des icones culturelles du surf,,... 

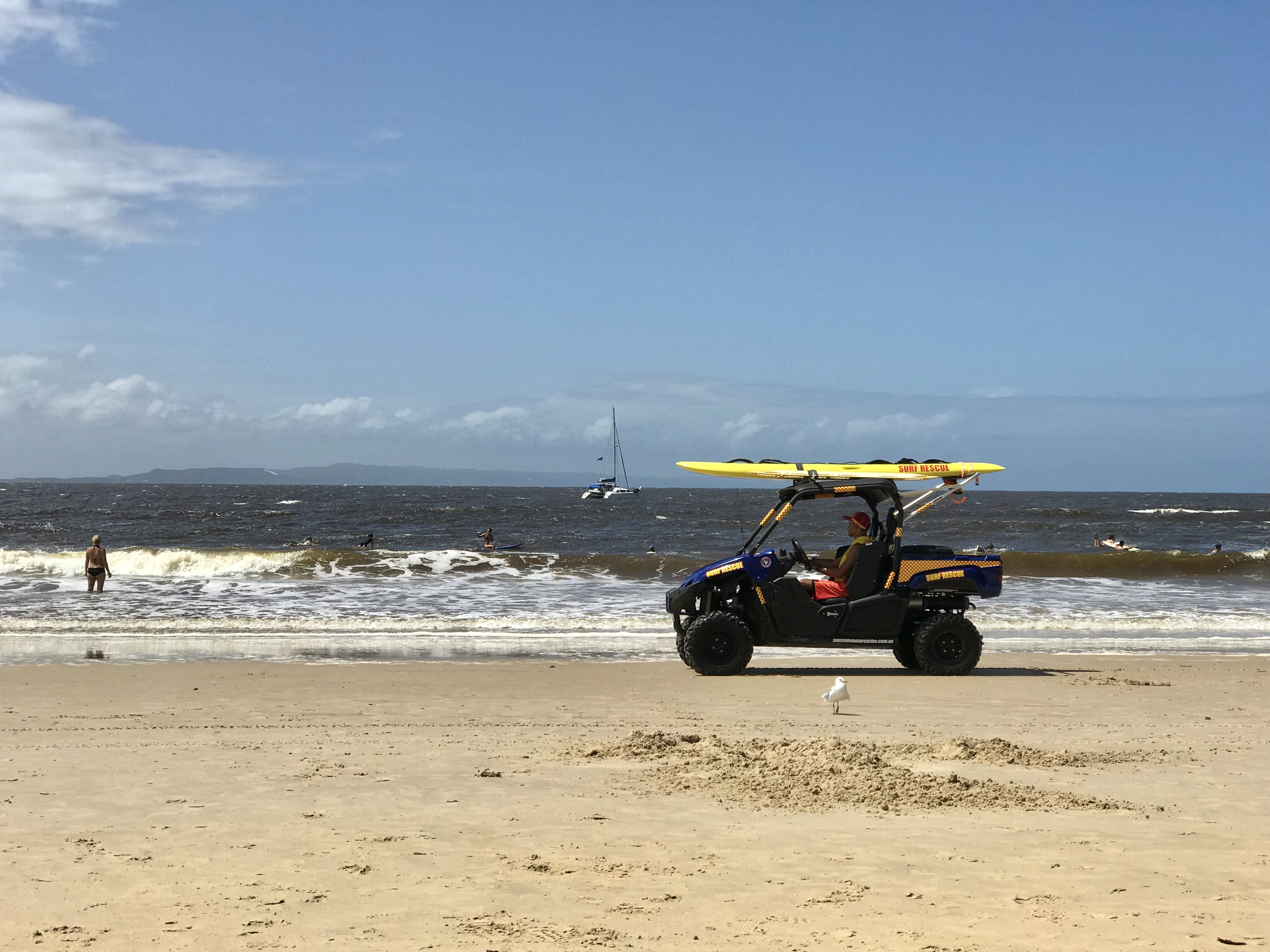
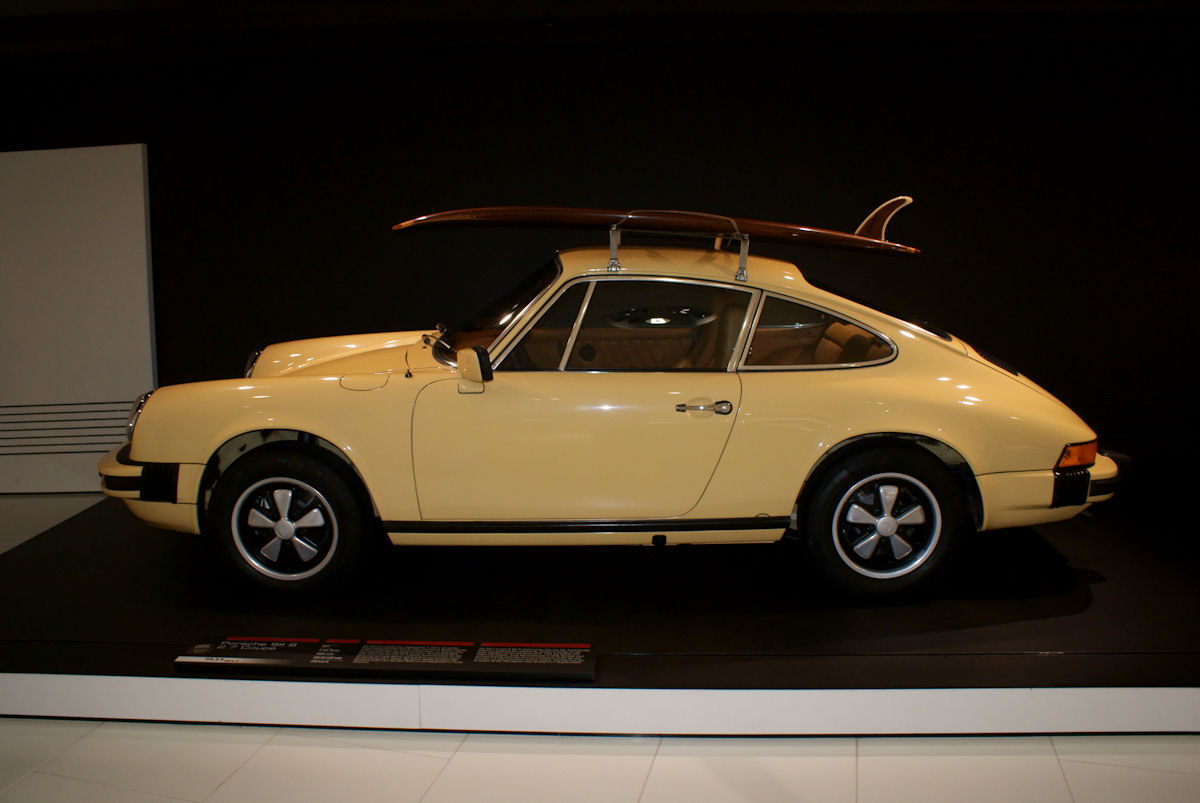
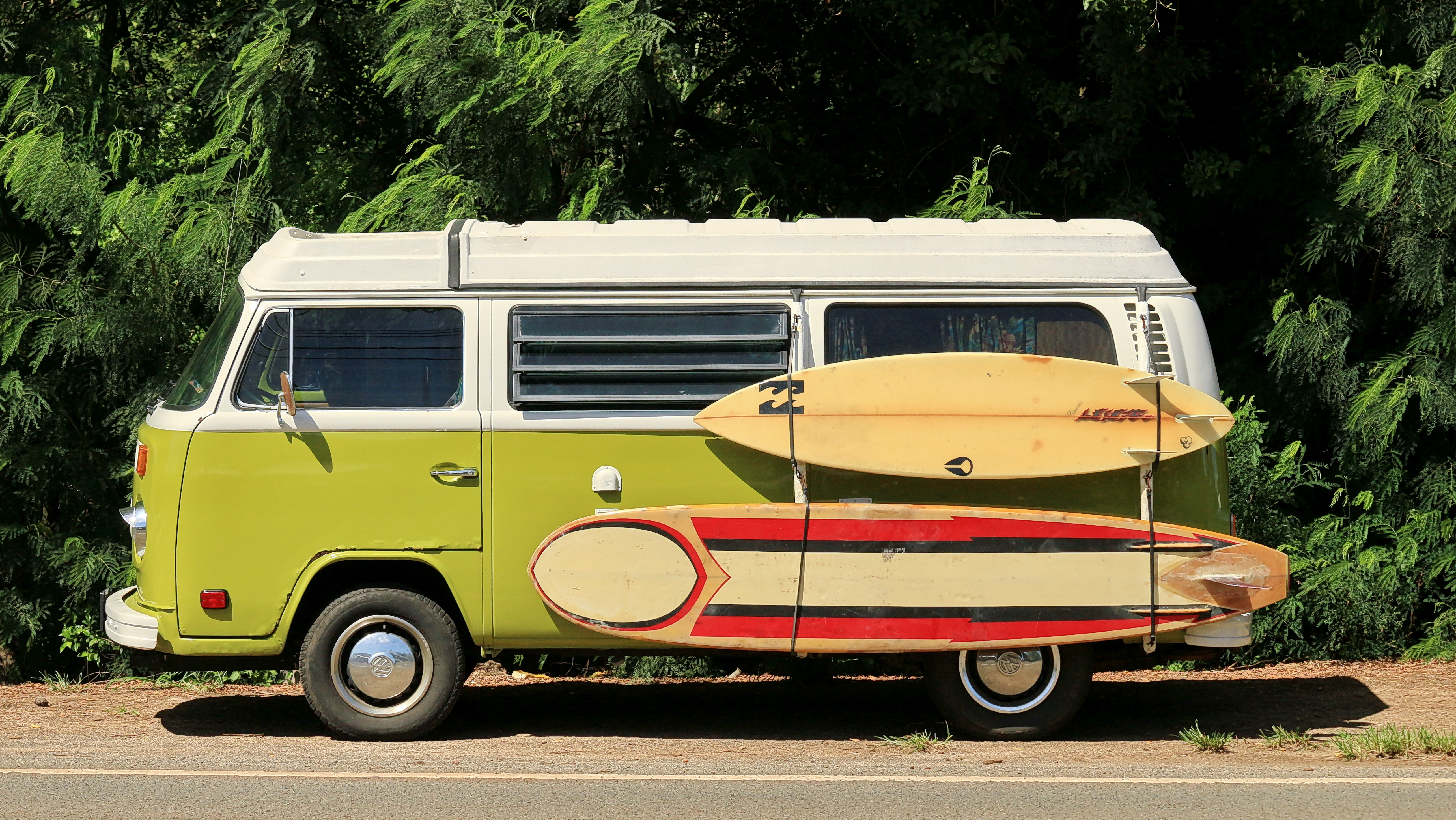
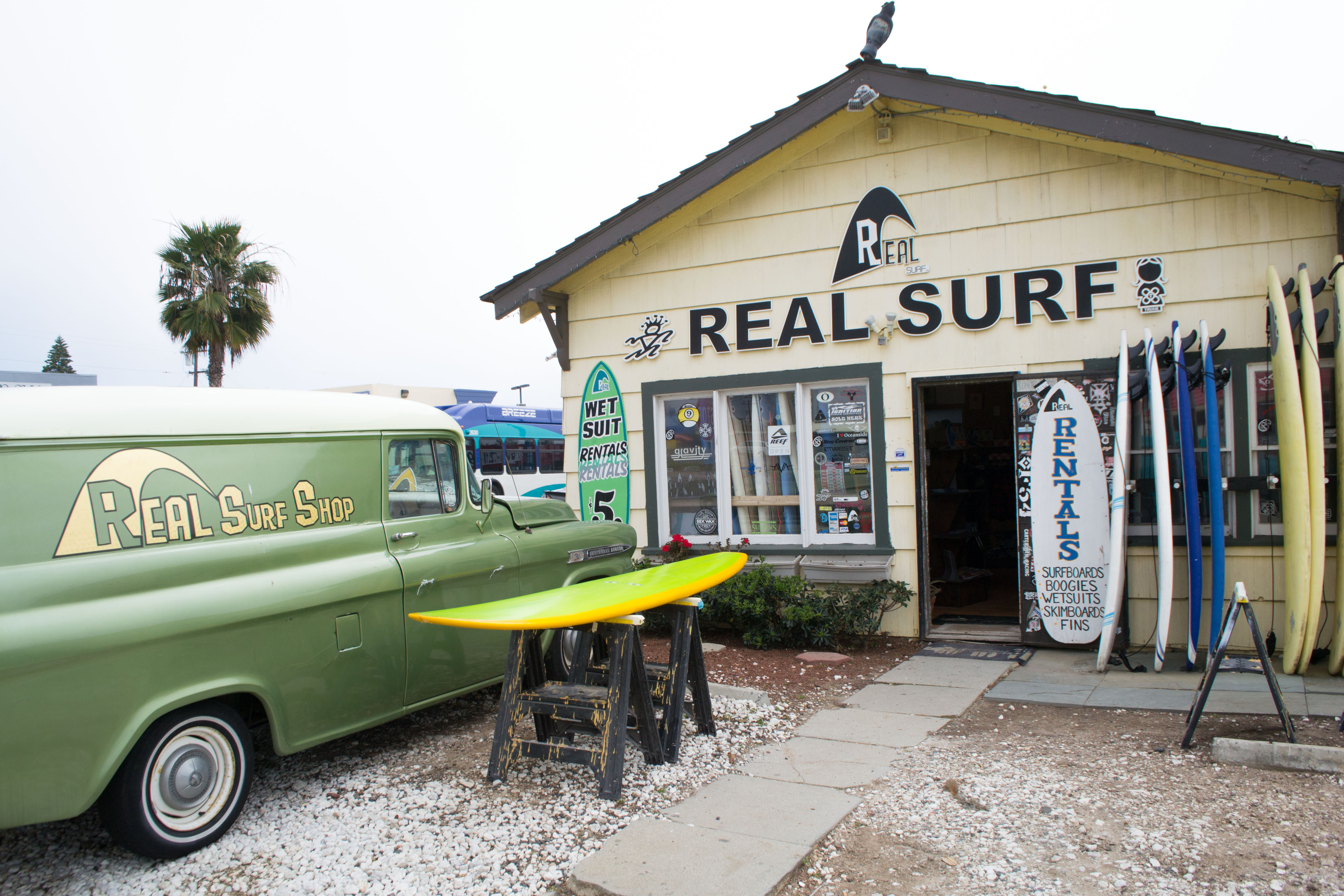
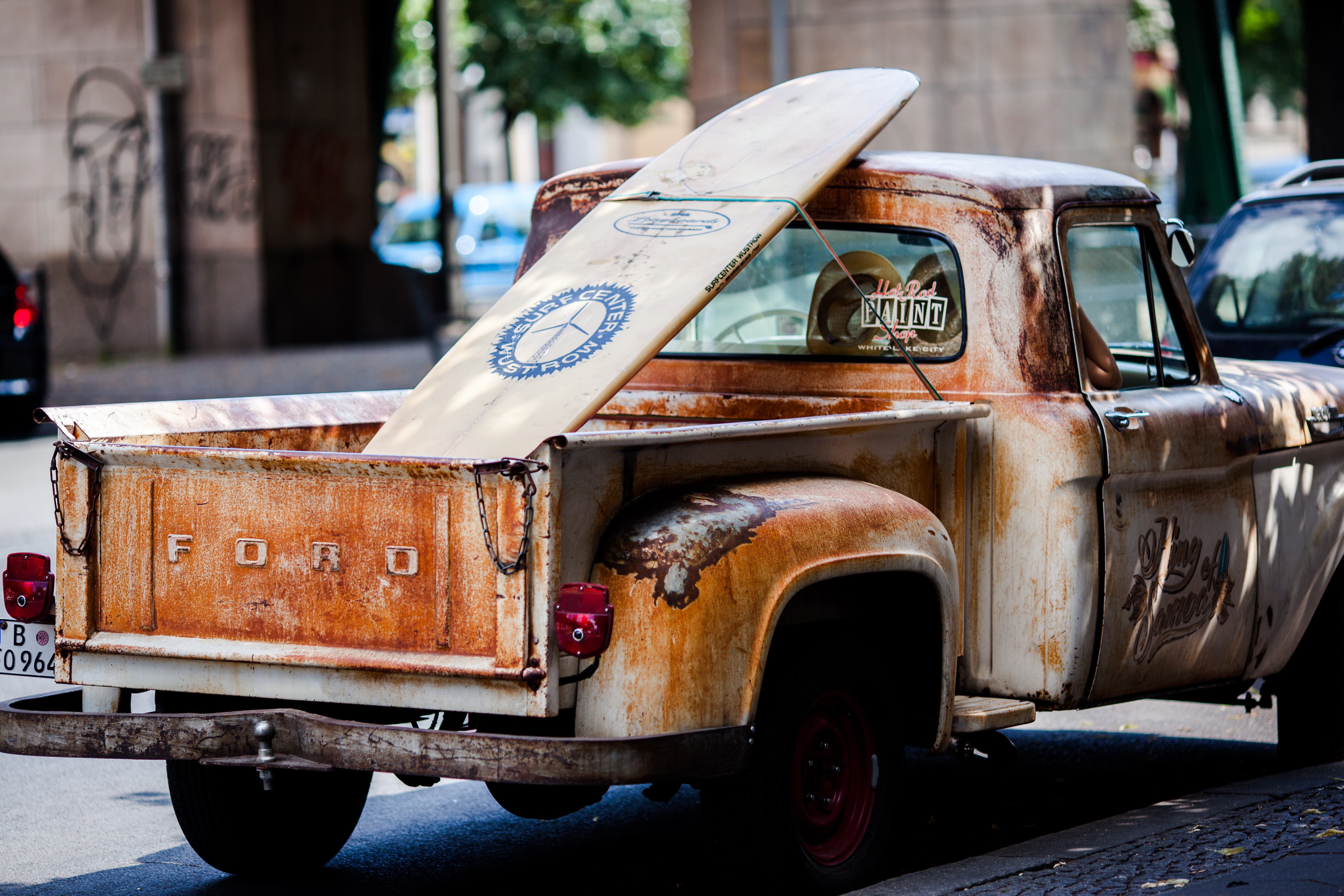
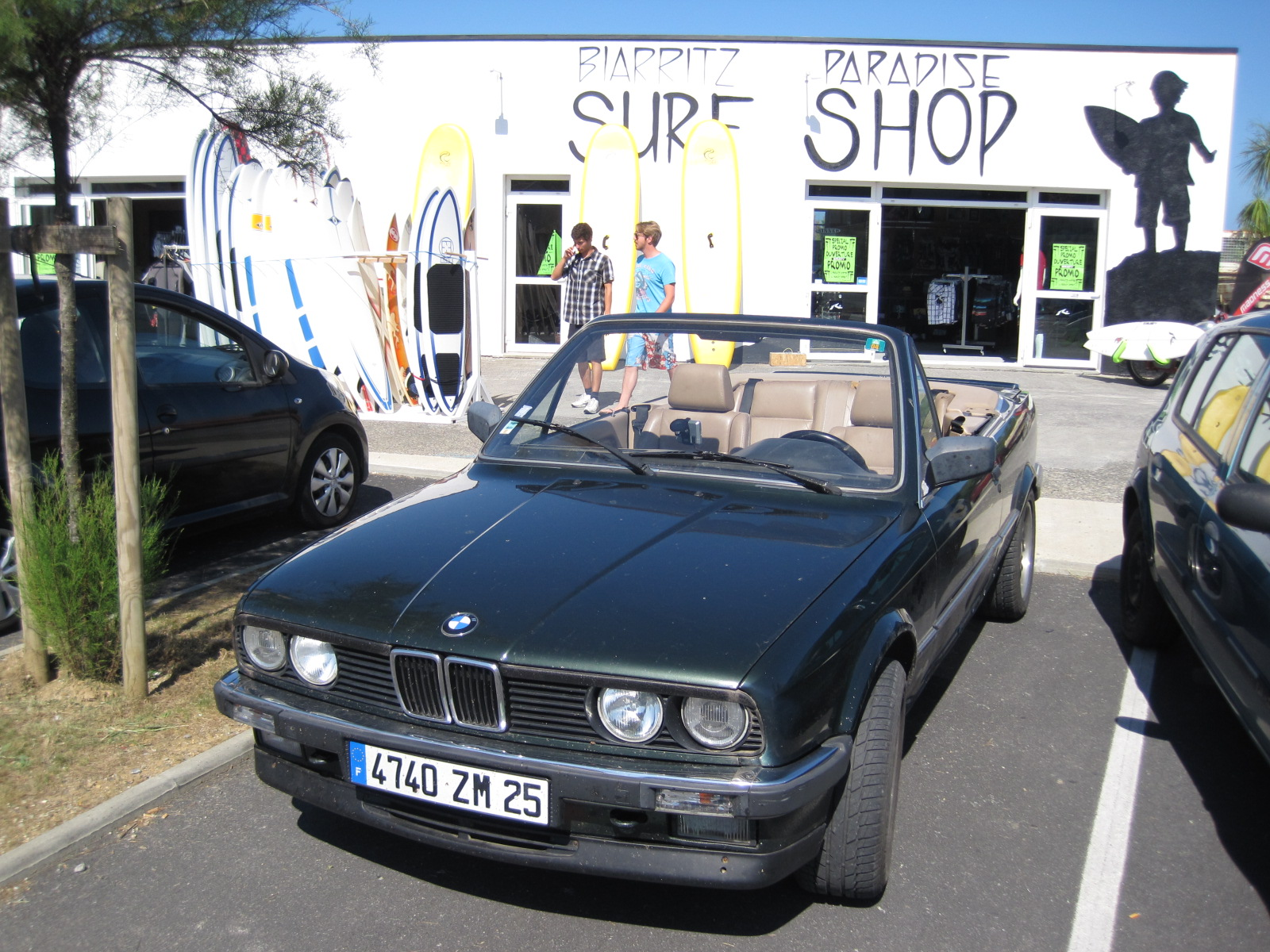
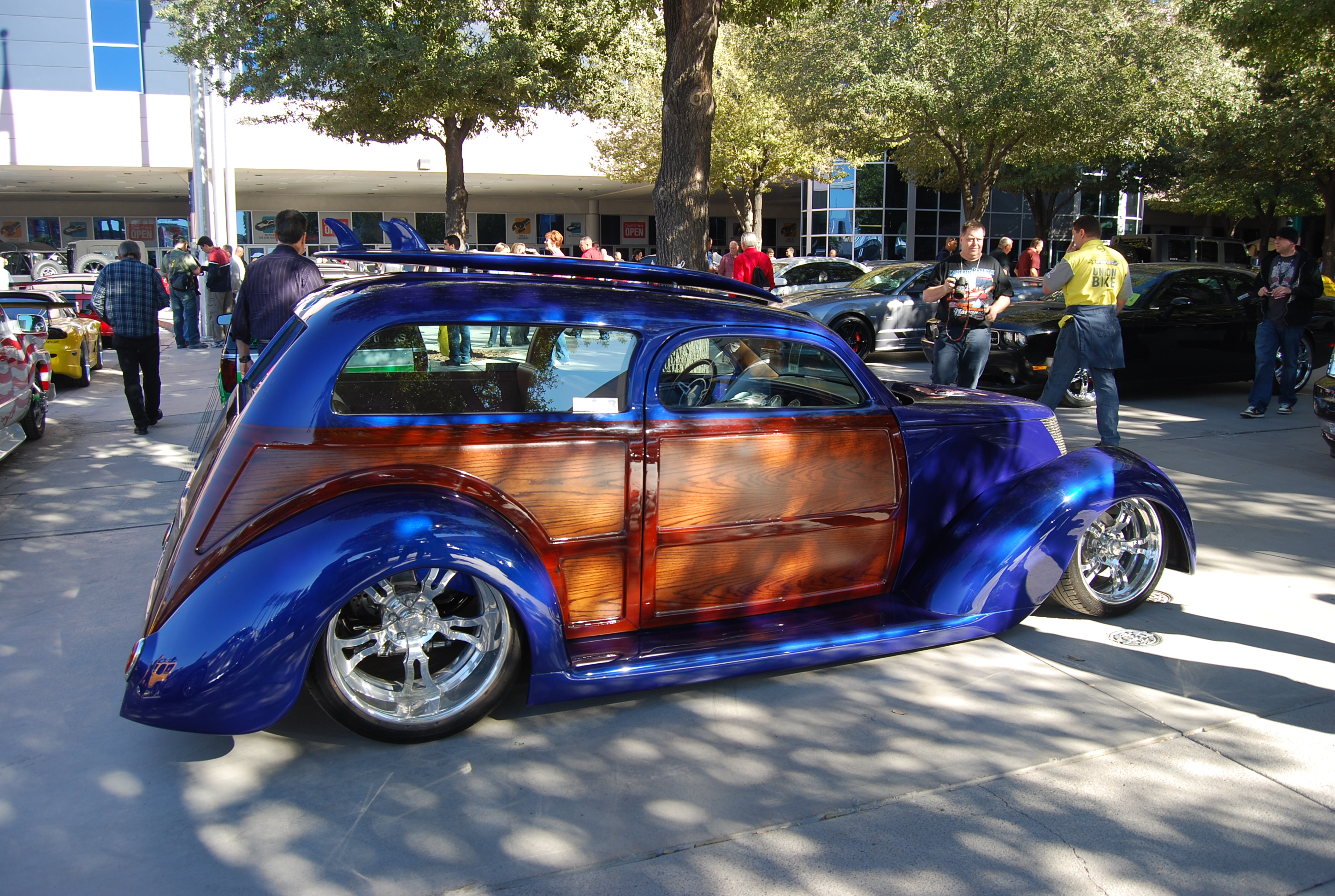
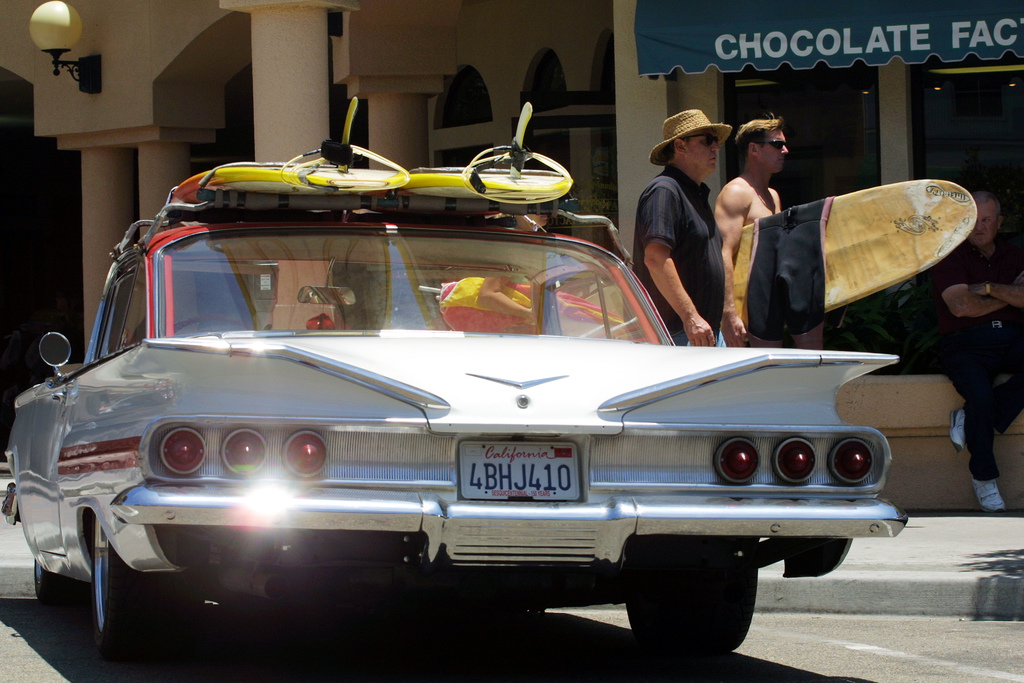

## Surf musique

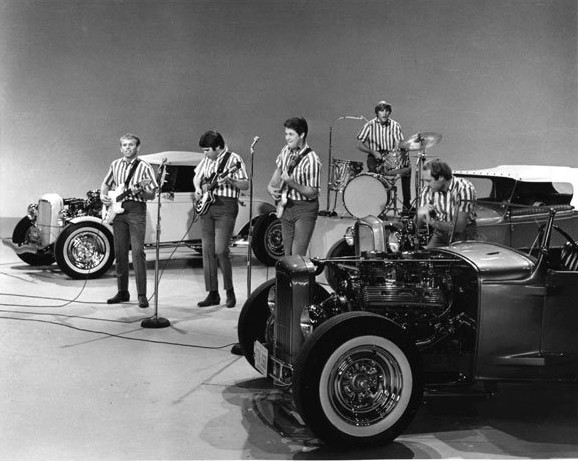
Surfin' U.S.A., Surfer Girl, California Girls, I Get Around... des Beach Boys.

La surf music est un genre de musique popularisée dans les années 1960, associée à la culture du surf en Californie, avec en particulier The Beach Boys (Surfin' U.S.A., Surfer Girl, Surfin' Safari, California Girls...), Dick Dale, Jan and Dean, The Surfaris, ou The Ventures...

## Industrie et économie du surf
De nombreuses marques spécialisées commercialisent de matériel de surf et vêtements surfwear de sport de glisse, dont Oxbow, O'Neill, Rip Curl, Quiksilver, Billabong, Oakley...

## Festivals
- Biarritz Surf Festival

## Télévision et cinéma
- 1959 : Gidget, de Paul Wendkos[13].

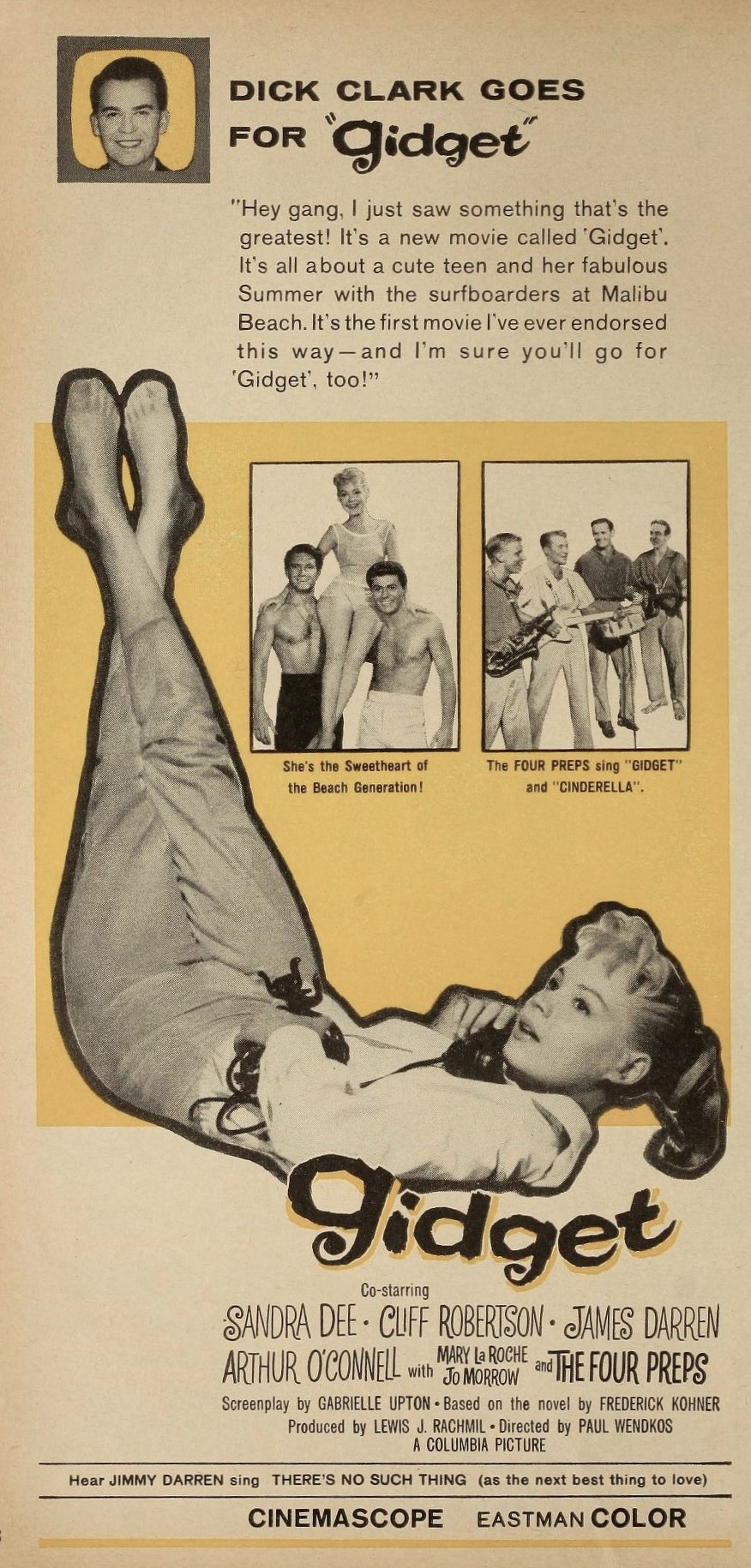
Gidget, de Paul Wendkos (1959)

- 1961 : Sous le ciel bleu de Hawaï, de Norman Taurog, avec Elvis Presley[14].
- 1963 : Beach Party, de William Asher.
- 1964 : Ride the Wild Surf, de Don Taylor.
- 1966 : The Endless Summer, de Bruce Brown.
- 1968 : San Diego Surf, d'Andy Warhol et Paul Morrissey.
- 1978 : Graffiti Party, de John Milius.
- 1990 : Beverly Hills 90210, série télévisée de Darren Star, avec entre autres surfeurs Luke Perry.
- 1991 : Point Break, de Kathryn Bigelow, avec Patrick Swayze et Keanu Reeves.
- 1998 : In God's Hands, de Zalman King.
- 2000 : Les Filles de l'océan, de Joyce Chopra.
- 2002 : Blue Crush, de John Stockwell, et Blue Crush 2 de 2011.
- 2002 : Local Boys, de Ron Moller.
- 2005 : Brice de Nice (et Brice 3 de 2016) de James Huth, avec Jean Dujardin et Clovis Cornillac.
- 2007 : Les Rois de la glisse, d'Ash Brannon et Chris Buck.
- 2008 : Les Dieux de la vague, de Dan Castle.
- 2011 : Soul Surfer, de Sean McNamara (biographie de la vie de la surfeuse hawaïenne Bethany Hamilton).
- 2013 : Drift, de Morgan O'Neill.
- 2019 : La Source, de Rodolphe Lauga, avec Christophe Lambert.

## Quelques musées
- California Surf Museum (en)
- Santa Cruz Surfing Museum (en)
- International Surfing Museum (en)
- Santa Barbara Surfing Museum (en)
- Australian National Surfing Museum (en)